# Anna Marly
Anna Marly (Russisch: нна Юрьевна Смирнова-Марли, Anna Joerjevna Smirnova-Marli; Sint-Petersburg, 30 oktober 1917 – Palmer (Alaska), 15 februari 2006), geboren als Anna Yoerievna Betoelinskaja, was een in Rusland geboren Franse singer-songwriter. Ze is vooral bekend van de "Chant des partisans".

## Biografie

### Vooroorlogse jaren
Ze werd tijdens de Oktoberrevolutie van 1917 in Sint-Petersburg geboren als Anna Betoelinskaja in een aristocratische familie. Haar vader werd een jaar later gearresteerd en geëxecuteerd omdat hij "een vijand van de revolutie" was. Hierop vertrok haar Griekse moeder samen Anna en Anna's oudere zus naar het buitenland. Ze wisten de Finse grens te bereiken en kwamen vervolgens in het Franse Menton terecht, waar meer Witte emigranten leefden.
In haar jeugd liet Anna al zien dat ze talent als componist had en schreef ze vele liedjes. Ze verkreeg haar muzikale scholing van de Russische componist Sergej Prokofjev. Ze verhuisde vervolgens naar Parijs en bracht daar haar eigen liederen ten gehore en verkreeg haar eerste succes bij het Shéhérazade-cabaret. Ze ging ook deel uitmaken van een groepje componisten. In deze tijd koos ze ook haar artiestennaam "Marly", die ze vond door het telefoonboek te raadplegen. In 1938 huwde ze met de Nederlandse diplomaat Baron van Doorn.

### Tweede Wereldoorlog
Nadat Nazi-Duitsland in juni 1940 Frankrijk had veroverd, vluchtte Marly samen met haar echtgenoot het land uit. Via Spanje en Portugal wisten ze te ontsnappen en konden ze uiteindelijk in het voorjaar van 1941 Londen bereiken. Ze kwam in Londen in contact met de Vrije Fransen en droeg haar steentje bij door als vrijwilliger bij te dragen aan het opruimen van schade van de bombardementen. Tijdens haar periode in Londen trad Marly ook op, onder meer voor de Franse verzetsleider Emmanuel d’Astier de la Vigerie. Bij een van deze optredens zong ze in het Russisch haar partizanenlied. De schrijvers Joseph Kessel en Maurice Druon hoorden haar zingen en zetten de tekst naar het Frans om. De Franse versie zou ze vervolgens in  het Franse radioprogramma Honneur et patrie zingen voor de luisteraars in Frankrijk.
D'Astier zou vervolgens de tekst schrijven voor een ander lied van Marly, La Complainte du Partisan en dit lied zou wereldberoemd worden. In Nederland zou dit lied onder andere vertaald en vertolkt worden door Herman van Veen als De vluchteling. Marly sloot zich tijdens de oorlog aan bij Entertainments National Service Association en ze keerde uiteindelijk in juli 1945 terug in Parijs, waar ze haar lied voor generaal Charles de Gaulle zong.

### Na de oorlog
In de jaren na de oorlog had Marly onenigheid met Druon en Kessel, aan wie soms het auteurschap van het lied werd toegeschreven. Uiteindelijk werd het aandeel van haar in de totstandkoming van het lied erkend en kreeg ze onder meer het Legioen van Eer. Na de oorlog scheidde ze ook van haar Nederlandse echtgenoot en hertrouwde ze met een Russische vluchteling, George Smiernov. In de jaren 1950 woonde ze in Zuid-Amerika en bleef ze toeren en componeren. Zo zou ze onder andere een lied, Une Chanson à Trois Temps, voor Édith Piaf schrijven.
In 1965 verhuisde ze naar de Verenigde Staten, waar ze het staatsburgerschap zou verkrijgen. In de laatste jaren van haar leven woonde ze in het dorpje Lazy Mountain in Alaska.